# Monomorium fridae
Monomorium fridae är en myrart som beskrevs av Auguste-Henri Forel 1905. Monomorium fridae ingår i släktet Monomorium och familjen myror. Inga underarter finns listade i Catalogue of Life.